# Neolophonotus expandocolis
Neolophonotus expandocolis là một loài ruồi trong họ Asilidae. Neolophonotus expandocolis được Londt miêu tả năm 1985. Loài này phân bố ở vùng nhiệt đới châu Phi.